# Eurovision Young Dancers 2017
Het Eurovision Young Dancers 2017 was de vijftiende editie van het dansfestival en werd georganiseerd in het najaar van 2017 in Tsjechië. Het was de eerste keer in de geschiedenis van het festival dat een land het festival tweemaal opeenvolgend organiseerde.

## Deelnemende landen
Op 23 juni 2017 hadden zich zes landen aangemeld. Dit waren deelnemers van de voorgaande editie op Nederland en Slowakije na. Het laatste land deed na een eenmalige terugkeer in 2015 niet meer aan het dansfestival.
Ook Zweden, dat tot en met 2015 al aan iedere editie van het dansfestival had deelgenomen, zou er aanvankelijk niet meer bijzijn in 2017. Op 22 juni had de SVT, de Zweedse omroep, zich van gedachten veranderd en zou Zweden toch deelnemen in 2017. Ook Portugal, dat het Eurovisiesongfestival 2017 won, zou opnieuw meedoen.
Uiteindelijk namen er slechts acht landen deel . Dit was het laagste aantal landen in de geschiedenis van het dansfestival.

## Gastland
Reeds op 7 juli 2015 werd Malta aangeduid als het gastland voor de vijftiende editie van het Eurovision Young Dancers. Later maakte de PBS bekend het festival in Valletta te zullen organiseren. Op 24 januari 2017 maakte de EBU echter bekend dat Malta zich terugtrok als gastland wegens organisatorische redenen. Hierop maakte de EBU duidelijk dat het dringend op zoek was naar een omroep die het festival zou willen organiseren. Als deze niet snel gevonden zou worden, dan zou het festival afgelast worden en pas in 2019 terugkeren.
In mei 2017 werd duidelijk dat de Tsjechische omroep de organisatie op zich zal nemen. Omdat het nog maar slechts een maand zou zijn tot het festival werd beslist dat het zal plaatsvinden in het najaar van 2017.

## Format
Het format week niet af van het format van de vorige editie. Iedere artiest moet een solodans uitvoeren van 1 minuut 30 seconden. Nadat de eerste artiesten hun solodans hadden getoond moesten deze een groepsdans tonen en nadat de laatste deelnemers hun solodans hadden vertoond moesten zij hun groepsdans tonen. Daarna onthulde de jury de twee finalisten die in een battle moesten uitmaken wie er de winnaar zou worden van het vijftiende dansfestival.

## Jury
- Daria Klimentová
- / Ambra Succi
- / Itzik Galili

## Resultaten

### Halve finale
| Land      | Artiest              | Resultaat   |
| --------- | -------------------- | ----------- |
| Duitsland | Danila Kapustin      | uit         |
| Malta     | Denise Buttigieg     | uit         |
| Noorwegen | Anna Louise Amundsen | uit         |
| Polen     | Paulina Bidzińska    | naar finale |
| Portugal  | Raquel Fidalgo       | uit         |
| Slovenië  | Patricija Crnkovič   | naar finale |
| Tsjechië  | Michal Vach          | uit         |
| Zweden    | Christoffer Collins  | uit         |

### Finale
| Plaats | Land     | Artiest            |
| ------ | -------- | ------------------ |
| 1      | Polen    | Paulina Bidzińska  |
| 2      | Slovenië | Patricija Crnkovič |

## Wijzigingen

Deelnemende landen
Landen die in het verleden deelgenomen hebben, maar dit jaar afwezig waren
Landen die zich niet voor de finale kwalificeerden

### Opnieuw deelnemende landen
- Portugal: De laatste keer dat Portugal deelnam was in 2011, toen strandde het land in de halve finale.

### Niet meer deelnemende landen
- Albanië: Dit land stond niet op de officiële deelnemerslijst van 13 augustus 2017.
- Nederland: Op 2 februari 2017 besloot NTR niet te zullen deelnemen aan het festival van 2017 omdat Malta zich teruggetrokken heeft als gastland en het dus nog onzeker is of het festival wel daadwerkelijk georganiseerd zal worden.
- Slowakije: Op 18 mei 2017 besloot de Slowaakse omroep dat Slowakije in 2017 niet zal deelnemen aan het dansfestival. Voordien had Slowakije enkel in 1997 en 2015 deelgenomen. Een reden is niet gegeven.

## Terugkerende artiesten
| Land     | Artiest            | Eerdere deelname |
| -------- | ------------------ | ---------------- |
| Slovenië | Patricija Crnkovič | Slovenië 2013    |

## Trivia
- De twee landen die de finale haalden (Polen en Slovenië) waren exact dezelfde landen als in de editie van 2015. Toen won Viktoria Nowak namens Polen. Uiteindelijk werd ook deze editie gewonnen door Polen waardoor het resultaat van deze editie exact dezelfde was als die van de vorige editie.